# Gottfried Roth
Gottfried Roth (Erlinsbach, Argovia, 16 de febrero de 1853 - El Fasher, noviembre de 1883) fue un explorador, profesor de idiomas y antiesclavista suizo.

## Biografía
Fue hijo del tonelero y alguacil Rudolf Roth y de Verena Kaspar. Aprendió el oficio de su padre y en 1871 asistió a la escuela agrícola de Muri. 
En 1875, Roth se fue a París para estudiar francés y luego, en 1876 y 1875, vivió en Inglaterra para aprender inglés, asistiendo a la escuela secundaria en Harrogate. Allí se hizo amigo de miembros de la Sociedad Antiesclavista Británica y Extranjera, conoció los informes sobre la trata de esclavos en África y decidió buscar las fuentes del tráfico de esclavos para participar activamente en su combate. 
En el otoño de 1877 viajó a Egipto para aprender el árabe y trabajó como jornalero en Alejandría. Más tarde viajó a Asiut, donde el director de la escuela de la misión americana le empleó como profesor de francés. A finales de 1879, Roth emprendió un viaje desde Asiut al desierto de Libia, siguiendo el rastro de las caravanas de esclavos, y en el invierno de 1880/1881 realizó otro viaje desde Alejandría a Jartum, la capital sudanesa y al oasis de Siwa, donde sus informaciones lograron que se detuviera un gran transporte de esclavos provenientes del Sudán. Roth escribió informes detallados de ambos viajes para los funcionarios europeos y el gobernador británico sobre la trata y los mercados de esclavos, que continuaban existiendo a pesar de las prohibiciones oficiales. 
Fue miembro de la Comisión de Supervisión de Esclavos y en 1882 fue nombrado inspector para la represión de la trata de esclavos en el Darfur por el gobierno egipcio. Roth enfermó de tifus en Darfur y lo llevaron a El Fasher, donde el clima era más favorable, pero poco después murió, sin que se conozca la fecha exacta. 

## Obras
Roth tenía talento para los idiomas y en 1880 publicó un libro de texto en francés y una gramática árabe-inglés, ambos ampliamente utilizados como material de enseñanza en Egipto durante décadas:
- Nouvelle méthode pour bien apprendre la langue française en peu de temps [Nuevo método para aprender la lengua francesa en poco tiempo].
- Arabic and English. An easy method [Árabe e inglés Un método fácil].

Los informes de Roth aparecieron en varias revistas suizas: 
- Eine Reise durch die lybische Wüste [Un viaje a través del desierto de Libia].
- Eine Episode aus Oberägypten [Un episodio del Alto Egipto].
- Aus der Oase Siua und Wüste Sahara  [Desde el oasis de Siwa y el desierto del Sáhara].
- In 48 Tagen von Kairo nach Chartumy en 1881 [De El Cairo a Jartum en 48 días].